# NMS Căpitan Dumitrescu Constantin
Le NMS Căpitan Dumitrescu Constantin était une canonnière de lutte anti-sous-marine spécialisée de la marine militaire roumaine. Initialement construite comme aviso de la marine française et baptisée L'Impatiente à la fin de la Première Guerre mondiale, elle a été achetée par la Roumanie en janvier 1920. Le 5 septembre 1944, la canonnière a été capturée par les soviétiques puis mise en service dans la marine soviétique sous le nom de Araks. Le navire a coulé sur une mine près d'Odessa le 10 janvier 1945, après quoi il a été renfloué et démoli.

## Construction et spécifications
Le Căpitan Dumitrescu Constantin était une canonnière de la classe Friponne. Construite à l'Arsenal de Brest, elle a été lancée en 1917 et mise en service dans la marine française sous le nom de L'Impatiente en 1918. Elle a été vendue à la Roumanie en janvier 1920 avec trois autres unités identiques (La Mignonne, La Chiffonne, La Friponne).
Cette classe avait un déplacement de 344 à 443 tonnes. Sa propulsion se composait de deux moteurs Diesel Sulzer entraînant deux arbres d'hélice et produisant une puissance de 900 ch qui lui donnait une vitesse de pointe de 15 nœuds. Elle avait une autonomie de 3 000 milles marins à 10 nœuds et de 1 600 milles marins à 15 nœuds. Elle était armée à l'origine de deux canons de 100 mm et de deux lanceurs de grenades anti-sous-marines de 400 mm. Son équipage comptait 50 hommes.

## Service
La canonnière a servi dans la mer Méditerranée. Le 9 janvier 1920, le navire a été acheté par la Roumanie (avec trois autres navires jumeaux) et le 15 janvier elle est entrée dans la marine sous le nom de Căpitan Dumitrescu Constantin et la marque de coque « Dm ». Le navire a été nommé d'après un officier de la marine roumaine décédé pendant la Première Guerre mondiale. 
Au tournant de 1939 et 1940, l'armement de l'unité est modernisé : les deux canons de 100 mm sont démontés et deux canons antiaériens simples (Canon de 3,7 cm SK C/30) sont installés à la place. En 1942 ou 1943, la défense antiaérienne du navire est renforcée par l'installation d'un seul canon de 20 mm, et au début de 1944, l'un des canons de 37 mm est remplacé par le canon de 88 mm.

## Fin de carrière
Le 5 septembre 1944, la canonnière a été capturée par les soviétiques à Constanța puis est entrée en service dans la marine soviétique sous le nom de Araks.  Le 10 janvier 1945, près d'Odessa, le navire a heurté une mine et a coulé. Neuf jours plus tard, il a été renfloué puis démoli.